# Вилијам Ф. Бакли Млађи
Вилијам Френк Бакли млађи (енгл. William Frank Buckley, Jr.; Њујорк, Њујорк, 24. новембар 1925 — Стамфорд, 27. фебруар 2008) био је амерички јавни интелектуалац, конзервативни писац и политички коментатор. Године 1955. основао је National Rewiew, часопис који је стимулисао конзервативни покрет у Сједињеним Државама крајем 20. века. Бакли је био домаћин 1.429 епизода телевизијске емисије за односе са јавношћу Фајринг Лајн (1966–1999), најдуже емисије о јавним пословима у историји америчке телевизије са једним водитељем, где је постао познат по свом карактеристичном средњоатлантском идиолекту и широком речнику.
Рођен у Њујорку, Бакли је служио у војсци Сједињених Држава током Другог светског рата. После рата је похађао Универзитет Јејл, где је учествовао у дебатама и десничарским политичким коментарима. После је две године радио у Централној обавештајној агенцији. Поред уводника за Натионал Review, Бакли је написао Бог и човек на Јејлу (1951) и више од педесет других књига о различитим темама, укључујући писање, говор, историју, политику и једрење. Његова дела укључују серију романа са фиктивним агентом ЦИА Блекфорда Оукса, као и колумну у националном синдикату.
Бакли је себе називао и конзервативцем и либертаријанцем. Џорџ Х. Неш, историчар модерног америчког конзервативног покрета, рекао је 2008. да је Бакли био „вероватно најважнији јавни интелектуалац у Сједињеним Државама у последњих пола века. Током целе генерације, он је био истакнути глас америчког конзервативизма и њена прва велика екуменска личност.“

## Прве књиге

### Бог човек на Јејлу
Баклијева прва књига, Бог и човек на Јејлу, објављена је 1951. Нудећи критику Универзитета Јејл, Бакли је у књизи тврдио да се школа удаљила од своје првобитне мисије. Критичари су посматрали рад као погрешно тумачење улоге академске слободе. Сам Бакли је пажњу коју је књига добила у медијима приписао „Уводу“ који је написао Џон Чемберлен, рекавши да је „променила ток његовог живота“ и да је познати писац редакције часописа Лајф поступио из „непромишљене великодушности .“ Бакли је у роману „Манџурски кандидат“ Ричарда Кондона 1959. помињан као „онај фасцинантни млађи момак који је писао о људима и Богу на Јејлу“.

### Макарти и његови непријатељи
Године 1954. Бакли и његов зет Л. Брент Бозел млађи су коаутори књиге Макарти и његови непријатељи. Бозел је радио са Баклијем у Two American Mercury раних 1950-их када га је уређивао Вилијам Бредфорд Хјуи. Књига је снажно бранила сенатора Џозефа Макартија као патриотског крсташа против комунизма. Књига је тврдила да је „макартизам ... покрет око којег људи добре воље и строгог морала могу да зближе редове“.

## Политички коментатор и акција

### Емисије и публикације
Баклијеву колумну On The Right синдицирао је Universal Press Sindicate почевши од 1962. Од раних 1970-их, његова колумна два пута недељно се редовно дистрибуирала у више од 320 новина широм земље. Аутор је 5.600 издања колумне, која је укупно имала преко 4,5 милиона речи.
За многе Американце, Баклијева ерудиција у његовој седмичној емисији ПБС-а Firing Line (1966–1999) била је њихова примарна изложеност њему и његовом начину говора, често са вокабуларом уобичајеним у академским круговима, али неуобичајеним на телевизији.

### Голдвoтер и Млади Американци за слободу
Године 1960. Бакли је помогао у формирању Младих Американаца за слободу (ИАФ). ИАФ се руководио принципима који је Бакли назвао „Шероном изјавом“. Бакли је био поносан на успешну кампању свог старијег брата, Џима Баклија, на листи Конзервативне партије за освајање места у Сенату САД од државе Њујорк који је држао садашњи републиканац Чарлс Гудел 1970. године, дајући веома великодушне заслуге за подршку активиста Нове Огранак ИАФ-а у држави Јорк. Бакли је служио један мандат у Сенату, а затим га је 1976. поразио демократа Данијел Патрик Мојнихан. 
У периоду 1963–64, Бакли је мобилисао подршку за кандидатуру сенатора Аризоне Берија Голдвотера, прво за републиканску номинацију против гувернера Њујорка Нелсона Рокфелера, а затим и за председника. Бакли је користио National Review као форум за мобилизацију подршке за Голдвoтер.